# Cantonul La Javie
Cantonul La Javie este un canton din arondismentul Digne-les-Bains, departamentul Alpes-de-Haute-Provence, regiunea Provence-Alpes-Côte d'Azur, Franța.

## Comune
- Archail
- Beaujeu
- Le Brusquet
- Draix
- La Javie (reședință)
- Prads-Haute-Bléone